# Saint-Saire
Saint-Saire település Franciaországban, Seine-Maritime megyében. Lakosainak száma 579 fő (2022. január 1.). Saint-Saire Beaubec-la-Rosière, Bouelles, Fontaine-en-Bray, Mesnil-Mauger, Nesle-Hodeng, Neuville-Ferrières és Sainte-Geneviève községekkel határos.

## Népesség
A település népessége az elmúlt években az alábbi módon változott:
| Lakosok száma | 637  | 646  | 640  | 611  | 593  | 585  | 579  | 573  | 579  |
|               | 2013 | 2015 | 2016 | 2017 | 2018 | 2019 | 2020 | 2021 | 2022 |